# Natalia Pacanowska-Haltrecht
Natalia Pacanowska-Haltrecht, także Natalia Haltrecht (ur. 20 maja 1898 w Łodzi, zm. 8 czerwca 1989 w Warszawie) – historyczka sztuki, polonistka, dyrektorka Muzeum Pomorza Zachodniego w Szczecinie (1952–1955).

## Życiorys
Ukończyła naukę na pensji dla panien Cecylii Waszczyńskiej. Podczas semestru 1919/1920, studiowała historię sztuki, archeologię klasyczną i polonistykę na Wydziale Filozoficznym Uniwersytetu Jagiellońskiego oraz uczestniczyła w kursach szkoły dramatycznej w Krakowie. Po studiach Pacanowska-Haltrecht zajmowała się edukacją wiejskich dzieci. Podczas II wojny światowej prowadziła w Jędrzejowie tajne nauczanie. W 1942 w związku z falą aresztowań przeniosła się do Warszawy, następnie do Lwowa, Niezwisk i Nadwórnej, gdzie podjęła pracę biurową w kopalni fosforytu. Dołączyła do Armii Krajowej w Annopolu, a następnie wstąpiła do 2. Armii Wojska Polskiego. 24 sierpnia 1944 została oficerem polityczno-wychowawczym w Polsce Lubelskiej.
W latach 1947–1948 w randze porucznika, pracowała jako kierowniczka Wydziału Propagandy Komitetu Wojewódzkiego Polskiej Partii Robotniczej w Poznaniu. Następnie została przeniesiona przez władze partyjne do Łodzi, gdzie podjęła pracę w Kolumnie Wystaw Historycznych (Fotomontażu) Centralnej Szkoły Partyjnej PPR. W 1949 została kierowniczką Wydziału Kulturalno-Oświatowego Okręgowej Rady Związków Zawodowych. Pracowała jako polonistka w robotniczym ośrodku dokształcającym oraz wykładowczyni historii kultury, literatury i sztuki w Państwowej Szkole Instruktorów Teatrów Ochotniczych. W 1951 została kustoszką w Muzeum Sztuki w Łodzi, gdzie pracowała, jednocześnie wykładając w łódzkiej Państwowej Wyższej Szkole Aktorskiej, na kursach dla pracowników teatru „Pinokio” w Łodzi oraz publikowała artykuły w „Głosie Robotniczym”.
W kwietniu 1952 została kustoszką, a w maju dyrektorką Muzeum Pomorza Zachodniego w Szczecinie. Do muzeum wprowadziła liczne stałe ekspozycje, w tym m.in. wystawę współczesnej sztuki realizmu socjalistycznego. Jednocześnie publikowała na łamach szczecińskiej prasy oraz uczestniczyła w programach radiowych i organizowała wystawy oświatowe. We wrześniu 1955 na jej prośbę Centralny Zarząd Muzeów i Ochrony Zabytków rozwiązał z nią umowę. Przeniosła się do Warszawy, gdzie zamieszkała u córki.

### Życie prywatne
Urodziła się w Łodzi, w rodzinie ortodoksyjnych Żydów. Była córką kupca – Pawła (Pinkusa) Pacanowskiego i Heleny (Hendli) z domu Hajzer. Miała 8 rodzeństwa, m.in. brata Hilarego Pacanowskiego – architekta i malarza, Bolesława (Bencjona, Beniamina) Pacanowskiego – rzeźbiarza i scenografa, Ewę Pacanowską – aktorkę i Różę (Rachelę) „Zulę” Pacanowską – aktorkę i działaczkę komunistyczną. Jej mężem był łódzki ginekolog – Józef Mieczysław Haltrecht (zm. 1941), z którym miała córkę Krystynę (ur. 1930).
Została pochowana na cmentarzu Północnym w Warszawie (Kwatera: E-IV-1, Rząd: 1, Grób: 18).

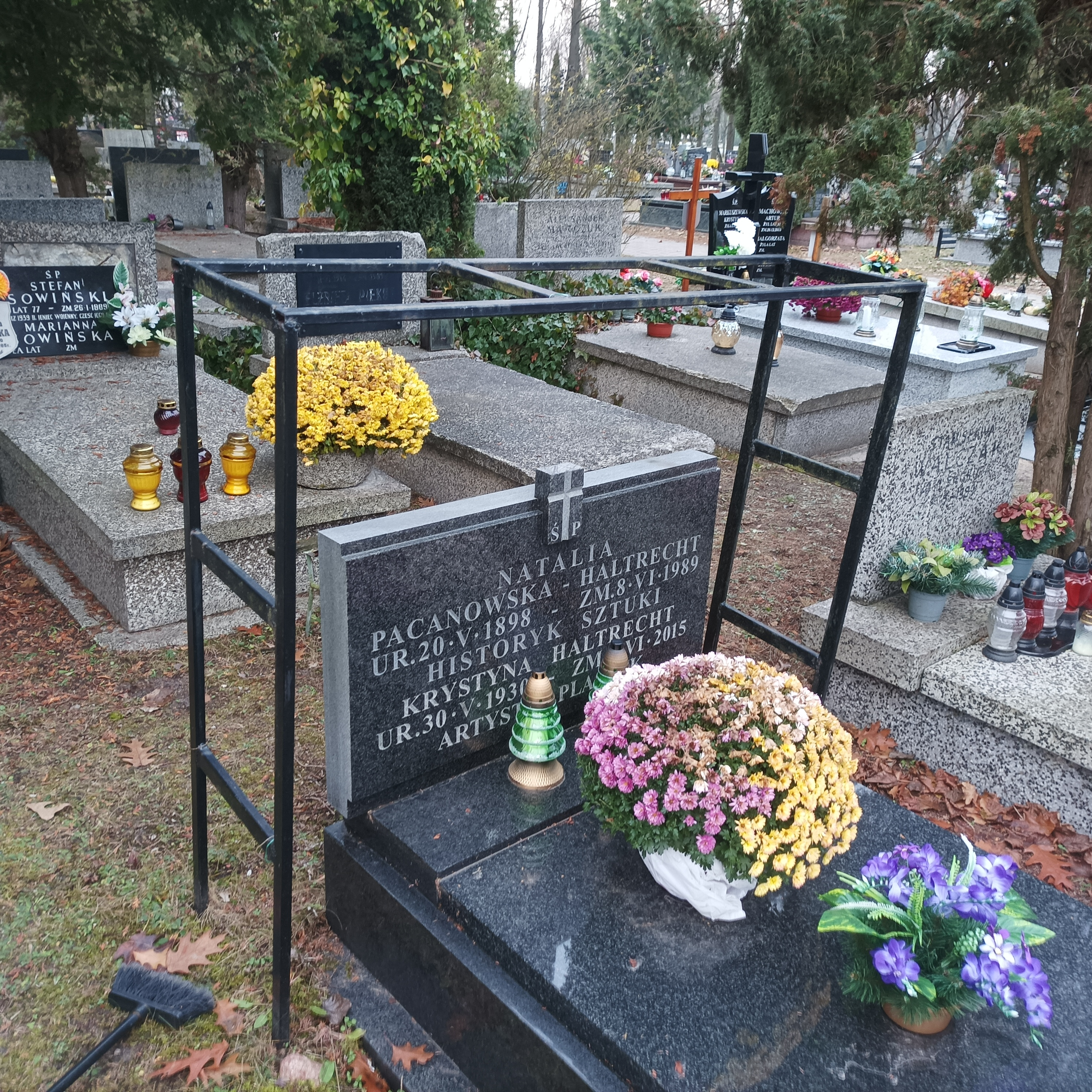
Grób Natalii Pacanowskiej-Haltrecht na Cmentarzu Komunalnym Północnym w Warszawie

## Odznaczenia
- Srebrny Krzyż Zasługi (2-krotnie),
- Medal „Za zwycięstwo nad Niemcami w Wielkiej Wojnie Ojczyźnianej 1941–1945”,
- Medal za Odrę, Nysę, Bałtyk,
- Medal Zwycięstwa i Wolności 1945,
- Odznaka Grunwaldzka[1].